# Sovrani leggendari di Danimarca
I re della Danimarca leggendari sono i predecessori di Gorm il Vecchio, personaggio semi-leggendario. Le fonti su questi re sono confuse e contraddittorie, e in questa lista lo stesso re può essere ripetuto, a seconda della fonte che lo nomina.
Per tutti i re successivi a questi e la cui esistenza è stata verificata, vedi Elenco di monarchi danesi.

## Linea di Ríg e degli Scylding
Questa linea è menzionata in più fonti.
- Danr mikilláti, figlio di Danp e cognato di Domar
- Fróði mikilláti, figlio di Dan
- Halfdan, figlio di Fróði
- Hrothgar (o Hroðgar o Roar o Ro), forse VI secolo, figlio di Halfdan
- Halga (o Helge o Helgi), forse VI secolo, figlio di Halfdan
- Hrólf Kraki, figlio di Halga

Dopo Hrólf Kraki le fonti danno tutte una successione diversa.

## Adamo da Brema
Adamo da Brema menziona vari re del X secolo che precedono Gorm il Vecchio. Come fonte usa Sweyn II; molti re da lui menzionati sono stati confermati anche da altre fonti.
- Helgi
- Olof lo Sfacciato (Olav/Ole den Frøkne), collocato nel 925
- Gyrd e Gnupa, collocati nel 934
- Sigtrygg Gnupasson (o Sigerich), collocato nel 935 in disaccordo con Harthacnut che lo colloca nel 917
- Harthacnut di Danimarca, il più probabile predecessore di Gorm il Vecchio

## Gesta Danorum
Qui di seguito sono riportati i re nominati da Saxo Grammaticus nel Gesta Danorum (Gesta dei Danesi).
- Dan I
- Humblus
- Lotherus
- Skjöldr (o Skioldus)
- Gram
- Hadingus
- Frotho I
- Haldanus I
- Ro
- Helgo
- Rolvo Krake
- Höðr (o Høtherus)
- Rørikus
- Wiglecus
- Wermund (o Wermundus)
- Uffo
- Dan II
- Huglecus
- Frotho II
- Dan III
- Fridlevus I
- Frotho III
- Fridlevus II
- Frotho IV
- Ingellus
- Olavus I
- Frotho V
- Haldanus II
- Unguinus
- Sywaldus I
- Sygarus
- Haldanus III
- Haraldus Hyldetan
- Sigurðr Hringr
- Olo
- Omundus
- Sywardus I
- Iarmericus
- Broderus
- Sywaldus II
- Snær (o Snio)
- Biorn
- Haraldus II
- Gormo I
- Gotricus (Göttrik)
- Olavus II
- Hemming (o Hemmingus)
- Siwardus Ring
- Ragnarr Loðbrók (o Regner Lothbrog)
- Siwardus III
- Ericus
- Kanutus I
- Frotho VI
- Gormo II
- Haraldus III
- Gormo III (cioè Gorm il Vecchio)

## Chronicon Lethrense
Ecco i re nominati nel Chronicon Lethrense.
- Dan, figlio di Ypper (un antico re di Svezia)
- Haldan
- Ro e Helghe, figli di Haldan
- un re cane, che governò per ordine del re di Svezia Adils
- Rolf Krage
- Snær, figlio di Frosti

## Beowulf
Ecco i re nominati nel Beowulf.
- Heremod
- Scyld, un trovatello che diventa re
- Scealdwea (o Scealdea), figlio di Heremod
- Beowa, figlio di Scyld
- Healfdene, figlio di Beowa
- Heorogar, figlio di Healfdene
- Hroðgar, figlio di Healfdene
- Hroðulf, probabilmente il figlio di Halga (fratello di Hroðgar)

## Gróttasöngr
Ecco i re nominati nel poema Gróttasöngr.
- Skjöldr
- Friðleifr
- Fróði

## Saga degli Skjöldungar (lista parziale)
Ecco i re della Saga degli Skjöldungar (o Scylding).
- Skjöld (o Scioldus)
- Fridleifus I
- Frodo I
- Herleifus
- Havardus
- Leifus
- Herleifus
- Hunleifus
- Aleifus
- Oddleifus
- Geirleifus
- Gunnleifus
- Frodo II
- Vermundus
- Dan I
- Dan II
- Frodo III
- Fridleifus II
- Frodo IV
- Ingjaldus[1]
- Helgo e Roas
- Rolfo Krake
- Hiorvardus
- Rærecus

## Saga degli Ynglingar
Ecco i re della Saga degli Ynglingar.
- Skjöldr
- Fróði o Frið
- Danr hinn mikilláti
- Fróði hinn mikilláti eða friðsami
- Halfdan
- Friðleifr
- Áli hinn frækni
- Fróði hinn frækni
- Helgi Hálfdanarson
- Hrólfr Kraki

## Saga di Hervör (lista parziale)
Ecco i re della Saga di Hervör
- Ivar Vidfamne
- Valdar, inizialmente come viceré di Ivar Vidfamne
- Randver
- Sigurd Ring, inizialmente come viceré di Harald Hildetand
- Ragnarr Loðbrók

## Altre fonti
- Chlochilaicus (VI secolo): ucciso da Teodorico I in un'incursione vichinga intorno al 516. È chiamato Rex Getarum (Re dei Geti) nella maggior parte delle fonti e si pensa che possa essere Hygelac, nominato nel Beowulf come Re della Terra dei Geti.
- Fróði (VI o VII secolo)
- Ongendus (o Angantyr, primo VIII secolo)
- Siger (VIII secolo)
- Sigfrid (regnante nel 776, morto prima dell'804)
  - Harold (forse un re di Norvegia)
- Gudfred (o Gudrød Vejdekonge, regnante nell'804, morto nell'810)
  - Eystein fart (o Eystein Fjært, forse re di Västergötland)
  - Halfdan (o Halvdan, forse re di Norvegia)
- Hemming (morto nell'811)
- Anulo (o Ole o Olav, morto nell'812)
- Sigfred (o Sigurd, morto nell'812)
- Harold (812-815, morto nell'863 in esilio)
  - forse Reginfrid (812-814)
- Erik il Bambino (o Erik Barn, regnante dopo l'812, morto nell'854)
  - Halfdan (o Halvdan, regnante dopo l'812, morto forse in esilio)
- Erik il Giovane (o Erik den Yngre, regnante nell'864, morto forse nell'873)
  - Harald Bellachioma (regnante dopo l'871, morto dopo il 933)
- Uffe (o Ubbe, regnante forse dopo l'873, morto in esilio)
- Sigurðr ormr í auga (o Sigurd Orm i Øje, regnante nell'873, morto nel 903)
  - Halfdan (o Halvdan, regnante nell'873, morto nell'876-877)
  - Guthfrith/Godred/Canuto/Harde-Knud/Gudfred/Gudrød (regnante nell'881, morto nell'895-896 in Northumbria)